# 利利代爾 (明尼蘇達州)
利利代爾（英語：Lilydale）是一個位於美國明尼蘇達州達科他縣的城市。

## 人口
根據2020年美國人口普查的數據，利利代爾的面積為2.28平方千米，當中陸地面積為1.43平方千米，而水域面積為0.85平方千米。當地共有人口809人，而人口密度為每平方千米355人。